# Tooth & Nail Records

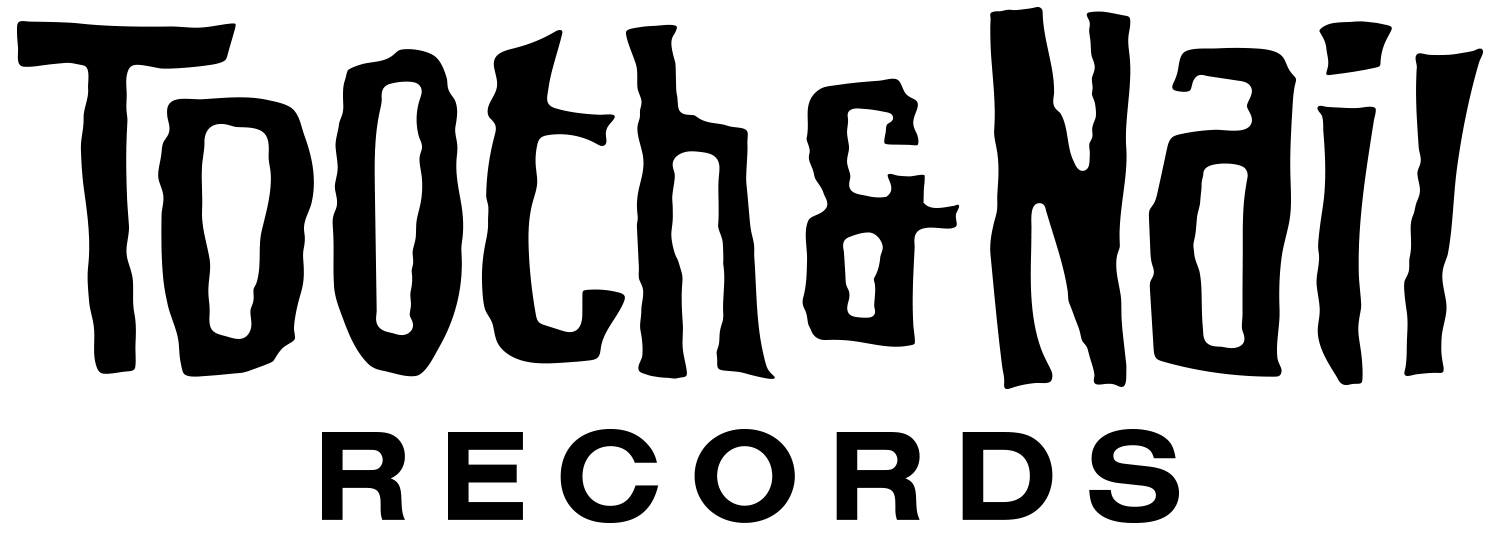
Logotipo textual de Tooth & Nail Records.

Tooth & Nail Records es un sello discográfico de rock cristiano, con sede en Seattle, Estados Unidos.

## Historia
Fue fundado en California en 1993 por Brandon Ebel. Tiempo después se mudó hacia su actual localización: Seattle, Washington. El primer álbum que distribuyeron fue Pet The Fish de Wish For Eden, producido por Michael Knott e iba a ser lanzado bajo Blonde Vinyl, el sello de Knott. La discográfica distribuye bandas de Música cristiana, sin embargo, también distribuye registros de bandas no cristianas, pero cuyos miembros profesan dicha fe.

## Subdivisiones
- BEC Recordings incluye artistas populares de rock cristiano y música cristiana contemporánea como Kutless y Jeremy Camp, pero tiene excepciones (como los artistas de Hip hop,  KJ-52 y Manafest)

- Solid State Records distribuye a artistas de heavy metal y hardcore punk, como Underoath y Zao.

- Uprok Records distribuía artistas de hip-hop cristiano. Incluyó los éxitos de ILL Harmonics y KJ-52. Al parecer este se ha disuelto ya que estos artistas están en BEC Recordings.

- Plastiq Musiq (fundado por Ronnie Martin de Joy Electric) incluye a artistas de música electrónica, con excepciones de Pilots Vs. Aeroplanes. Luego fue sacado de Tooth & Nail y funciona sin Ronnie Martin.

- El sello adquirió la discográfica Takehold Records en el 2002.

- Tooth & Nail es parte de EMI Christian Music Group.

## Artistas
Sólo artistas/bandas que han distribuido material en Tooth & Nail Records, la lista no incluye astistas de BEC, Solid State, Uprok o Plastiq Music.

### Actuales
- Aaron Gillespie
- The Almost
- And Then There Where None
- Children 18:3
- The Classic Crime
- Copeland
- Emery
- Fair
- Family Force 5
- FM Static
- Hawk Nelson
- Screams of damnation
- Hyland
- I Am Empire
- Icon For Hire
- Ivoryline
- Jonezetta
- Joy Electric
- The Letter Black
- Mae
- mewithoutYou
- MxPx
- Number One Gun
- Poema
- Project 86
- Queens Club
- Rocky Loves Emely
- Run Kid Run
- Secret & Whisper
- Sent By Ravens
- Since October
- Starflyer 59
- Swimming With Dolphinps
- Thousand Foot Krutch
- Underoath
- Write This Down
- Love and Death

### Anteriores
- Aaron Sprinkle
- A Dream Too Late
- Ace Troubleshooter
- All Wound Up
- Anberlin
- AP2
- As Cities Burn
- The Blamed
- Bleach
- Blenderhead
- Blindside
- Bloodshed
- Bon Voyage
- Brave Saint Saturn
- The Brothers Martin
- Calibretto 13
- Capital Lights
- CHATTERbOX
- The Cootees
- Craig's Brother
- Crash Rickshaw
- Corey Crowder
- The Crucified
- Crux
- Damien Jurado
- Danielson Famile
- Dead Poetic
- The Deadlines
- Delta Haymax
- The Deluxtone Rockets
- The Dingees
- Discover America
- Dogwood
- Don't Know
- The Drawing Room
- Driver Eight
- Element 101
- Everdown
- Fanmail
- Far-Less
- Fighting Jacks
- Fine China
- Focal Point
- Focused
- The Fold
- For Love Not Lisa
- Frodus
- Further Seems Forever
- Furthermore
- Ghoti Hook
- Goodnight Star
- Halo Friendlies
- Hangnail
- Havalina
- Holland
- House Of Wires
- The Huntingtons
- Joe Christmas
- The Juliana Theory
- Klank
- The Lonely Hearts
- Lucerin Blue
- Luxury
- Mike Knott
- Morella's Forest
- Mortal
- Neon Horse
- Ninety Pound Wuss
- Norway
- The Orange County Supertones
- Off The Record
- Outer Circle
- Overcome
- P.O.D.
- Pedro The Lion
- Pep Squad
- Plankeye
- Poor Old Lu
- Puller
- The River Bends
- Roadside Monument
- Rob Walker
- Royal
- Rod Laver
- Ruth
- Sal Paradise
- Search The City
- The Send
- Shorthanded
- Side Walk Slam
- Slick Shoes
- Slow Coming Day
- Sometime Sunday
- Spoken
- Squad Five-O
- Stavesacre
- Strongarm
- Sullivan
- Terminal
- Too Bad Eugene
- Twothirtyeight
- Unashamed
- The Undecided
- Upside Down Room
- Value Pac
- Velour 100
- Waking Ashland
- Watashi Wa
- The Wednesdays
- Wish For Eden